# Шад, Иоганн Баптист
Иоганн Баптист Шад (в России — Иван Егорович Шад, в монашестве патер Роман; 1758, Мюрсбах под Бамбергом — 13 января 1834, Йена) — немецкий философ

, внёсший вклад в развитие философского образования в Российской империи и распространение идей Иоганна Готлиба Фихте в Харьковском университете.

## Биография
Родился 30 ноября 1758 года в деревне Мюрсбах около Бамберга; его родители были весьма набожны и тщательно развили в нём религиозное чувство. Учился у иезуитов: в 1768 году был отдан отцом в Банцский бенедиктинский монастырь, в котором он стал обучаться музыке и латинскому языку. Через четыре года его отправили в иезуитскую семинарию в Бамберг, где он пробыл 6 лет. Пробыв в философском классе полгода, он вернулся в монастырь, где принял в 1789 году, по предложению прелата, монашество, несмотря на то, что многие отговаривали его от подобного шага; в этот период он вёл богословские и философские исследования.
В 1798 году принял решения бежать из монастыря, так как не мог более выносить преследования, которому подвергался за свободомыслие. Принял протестантство, пробыл некоторое время в Эберсдорфе и Готе и затем поселился в Йене. Получив в Йенском университете степень доктора философии, стал читать в нём лекции по философии (1799—1804), в 1802 году получил профессуру. Опубликовал в этот период большое количество научных трудов.
В 1804 году был приглашён в Харьковский университет, где играл весьма выдающуюся роль; читал лекции по философии и истории римской литературы, а также по логике, психологии, эстетике; неоднократно, с самого начала работы, избирался деканом отделения словесных наук и нравственно-политического отделения. Его учениками были И. Н. Лобойко, И. Я. Зацепин, Я. Н. Громов.
В 1816 году профессор А. А. Дегуров послал в Министерство народного просвещения два доноса на Шада; в результате он был уволен и 8 декабря 1816 года поспешно вывезен из Харькова и выслан под строгим присмотром за границу; книги же его — «Institutiones juris naturae» («Установления естественного права») и издание «De viris illustribus Romae» Плутарха (в обработке Ломонда) — уничтожены. Отстранение Шада наделало много шуму. Изгнание Шада было обстоятельно и документально обследовано в работах Н. А. Лавровского («Чтения Московского Общества», 1873, книга 2: «Эпизод из истории Харьковского университета»), Д. И. Багалея («Удаление профессора Шада из Харьковского университета», Харьков, 1899) и профессора E. А. Боброва («Материалы для истории философии в России»).
С большим трудом (и только после заявления русского посланника, что он выслан из России лишь за неодобрение его философских воззрений, а не за какое-нибудь преступление) Шаду удалось получить место приват-доцента в Берлинском университете. Затем благодаря покровительству герцога Саксен-Веймарского он был определён профессором, хотя и без жалования, в Йенский университет. Благодаря герцогу же он был представлен в 1819 году императору Александру I, во время пребывания последнего в Веймаре, и преподнёс ту самую книгу, за которую он был выслан. В 1820 году он послал прошение на имя государя, но оно было оставлено без последствий. Затем, уже в царствование императора Николая I (в 1827 году), он снова послал прошение министру Шишкову — уже с просьбой о пенсии, но и на этот раз не получил положительного ответа.

## Философские воззрения
Философия Шада в основном повторяет основные принципы сначала фихтевой, а впоследствии шеллинговой философии. Профессор Ф. А. Зеленогорский в двух статьях, помещённых в 27-й и 30-й книжках «Вопросов философии и психологии», рассмотрел латинские сочинения Шада, вышедшие во время его пребывания в Харькове: «Institutiones philosophiae universae tomus primus logicam complectens» и две речи в торжественных собраниях Харьковского университета. Профессор Э. Ф. Лейкфельд дал в «Истории Харьковского университета» (Т. I. — С. 654) анализ логики Шада: «Шад — не только комментатор доктрины Фихте, но и продолжатель её. То же самое следует сказать и о философии права Шада: он восстаёт против механической теории государства, господствовавшей в его время. Государство, по его мнению, не есть машина, управляемая только механическими законами, не мануфактура, не учреждение, созданное ради одной безопасности. Шад не считал возможным выводить право из договора и восставал против разрыва, произведённого искусственно между правом и нравственностью».
Работы Шада на немецком языке: «Gemeinfassliche Darstellung des Fichtischen Systems und der daraus hervorgehenden Religionstheorie» (1800); «Grundriss der Wissenchaftslehre» (Йена, 1800); «Neuer Grundriss der transcendentalen Logik und der Metaphysik nach den Principien der Wissenschaftslehre» (Йена, 1801); «Absolute Harmonie des Fichtischen Systems mit der Religion» (1802); «System d. Natur und Transcendentalphilosophie» (1803—1804). В последнем сочинении заметно также влияние Шеллинга.

## И. Б. Шад — основатель Харьковской школы философии
Кафедра теоретической и практической философии философского факультета Харьковского Национального Университета имени Василия Назаровича Каразина, где И. Б. Шад основал школу философии (1804) и где он провёл часть своей жизни, в 2017-м году была переименована. Теперь она называется «Кафедра теоретической и практической философии имени Иоганна Баптиста Шада». 18-19 октября 2018 года кафедра провела научную конференцию «Немецкий идеализм: Германия — Украина. К 260-летию со дня рождения Иоганна Баптиста Шада». 19 октября 2018 года на кафедре была открыта аудитория имени профессора И. Б. Шада.